# Liga Sindicatelor Miniere Valea Jiului
Liga Sindicatelor Miniere din Valea Jiului este mișcarea sindicală a minerilor din Valea Jiului.